# Caio Vinícius
Caio Vinícius (* 6. September 2003) ist ein brasilianischer Hürdenläufer, der sich auf die 400-Meter-Distanz spezialisiert hat.

## Sportliche Laufbahn
Erste Erfahrungen bei internationalen Meisterschaften sammelte Caio Vinícius im Jahr 2022, als er bei den U23-Südamerikameisterschaften in Cascavel in 51,96 s den vierten Platz über 400 m Hürden belegte. 2024 belegte er bei den U23-Südamerikameisterschaften in Bucaramanga in 53,45 min den siebten Platz im Hürdenlauf und siegte mit der brasilianischen 4-mal-400-Meter-Staffel in 3:07,14 min. Im Jahr darauf gewann er bei den Südamerikameisterschaften in Mar del Plata in 51,27 s die Silbermedaille über die Hürden hinter seinem Landsmann Francisco Viana.

## Persönliche Bestzeiten
- 400 m Hürden: 50,71 s, 18. August 2024 in Bragança Paulista